# Равицький Ігор Миколайович
І́гор Микола́йович Рави́цький (4 листопада 1946, Дрогобич, УРСР — 29 жовтня 2017, Одеса, Україна) — український театральний режисер. Заслужений артист УРСР (1981). Народний артист України (2000).

## Біографія
Ігор Миколайович Равицький народився 4 листопада 1946 року в Дрогобичі. Син режисера Миколи Петровича Равицького. Мати — театральна актриса Аліса Равицька.
1969 року закінчив Київський театральний інститут, де навчався в Івана Чабаненка та Михайла Верхацького.
У 1969—1988 роках працював у Сумському українському музично-драматичному театрі.
Від 1988 року — художній керівник Одеського українського музично-драматичного театру імені Василя Василька.
Зіграв ряд ролей в кіно і серіалах.
1981 року надано звання «Заслужений артист УРСР». За вагомий особистий внесок у розвиток українського театрального мистецтва, високий професіоналізм 27 листопада 2000 року Ігорю Равицькому Указом Президента України надано звання Народний артист України.
Помер в Одесі, 29 жовтня 2017 року.

### Родина
- Перша дружина померла.
- Нинішня дружина Ольга Василівна Равицька — народна артистка України.
- Старший син Роман (від першого шлюбу) — актор київського Молодого театру.
- Молодший син Антон — ведучий ранкового шоу Ранок у великому місті на ICTV

## Вистави
- «Назар Стодоля» Тараса Шевченка (1972).
- «Богдан Хмельницький» Олександра Корнійчука (1974).
- «Солдатська вдова» М. Анкілова (1985).
- «Сини Адама» Василя Василька за Ольгою Кобилянською (1993).
- «Втомлені сонцем» Р. Ібрагімбекова та Микити Михалкова (1995).
- «Чорна смерть в очах твоїх» (1996) за повістю Ю. Крашевського «Хата за селом».
- «Місто мого дитинства» за п'єсою «Старі будинки» Георгія Голубенко, Леонід Сущенко, Валерія Хаїта (2014).